# Kang Jiaqi
Kang Jiaqi (chinesisch 康佳琪, Pinyin Kāng Jiāqí; * 19. Juli 1997) ist eine ehemalige chinesische Tennisspielerin.

## Karriere
Kang begann mit sieben Jahren das Tennisspielen und bevorzugt Hartplätze. Sie spielte hauptsächlich Turniere auf der ITF Women’s World Tennis Tour, wo sie einen Titel im Einzel und zwei im Doppel gewinnen konnte.

## Turniersiege

### Einzel
| Nr. | Datum         | Turnier | Kategorie   | Belag | Finalgegnerin | Ergebnis |
| --- | ------------- | ------- | ----------- | ----- | ------------- | -------- |
| 1.  | 12. Juni 2016 | Anning  | ITF $10.000 | Sand  | Sun Xuliu     | 6:3, 6:2 |

### Doppel
| Nr. | Datum           | Turnier       | Kategorie   | Belag     | Partnerin    | Finalgegnerinnen         | Ergebnis          |
| --- | --------------- | ------------- | ----------- | --------- | ------------ | ------------------------ | ----------------- |
| 1.  | 8. Juli 2018    | Naiman-Banner | ITF $25.000 | Hartplatz | Kim Na-ri    | Jiang Xinyu Tang Qianhui | 6:74, 6:4, [10:5] |
| 2.  | 18. August 2018 | Guiyang       | ITF $25.000 | Hartplatz | Xun Fangying | Chen Jiahui Yuan Yue     | 3:6, 7:5, [10:6]  |